# Barkhausen-Kurz-Schwingung

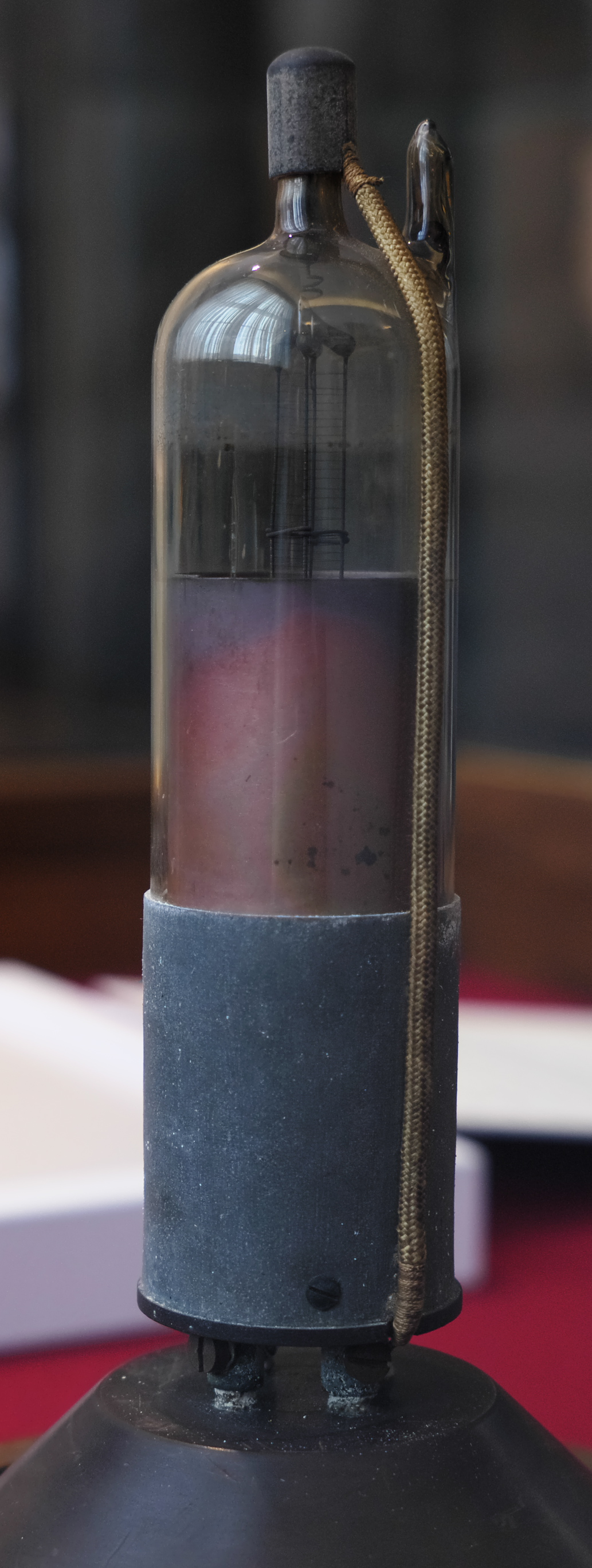
Röhrentriode von 1917

Die Barkhausen-Kurz-Schwingung, auch Elektronentanz-Schwingung, unter Funkamateuren früher auch unter dem Begriff elektrischer Elektronentanz sowie B-K-Oszillator bekannt, ist eine Form der Anregung von Hochfrequenzschwingungen im Frequenzbereich zwischen einigen 10 MHz und einigen GHz in Elektronenröhren. Die Schwingungsfrequenz hängt nur von den Elektrodenabständen und der Betriebsspannung ab, ein externer Resonator ist nicht erforderlich. Die Bezeichnung leitet sich von den deutschen Physikern Heinrich Barkhausen und Karl Kurz ab, die diesen Effekt erstmals 1917 beschrieben und in den 1920er Jahren dazu an der Technischen Universität Dresden forschten. Es konnten erstmals Oszillatoren im Meter- und Dezimeterwellen-Bereich gebaut werden. Die Barkhausen-Kurz-Schwingung benötigt im Vergleich zur Erzeugung der Gill-Morell-Schwingung zwar im Prinzip keinen externen Resonator, Barkhausen und Kurz verwendeten jedoch Lecherleitungen zur Messung, die zugleich als Resonator dienten.

## Beschreibung

Eine Elektronenröhre PC88, als Bremsfeld-Röhre ohne externen Schwingkreis beschaltet, erzeugt Barkhausen-Kurz-Schwingungen mit spannungsabhängiger Frequenz

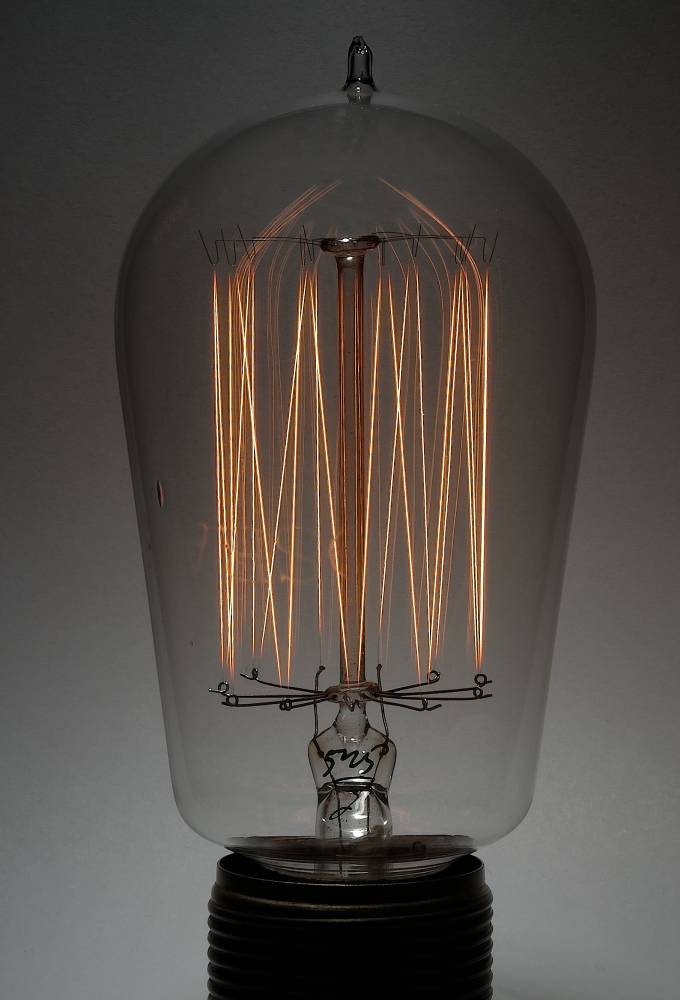
Glühlampe ohne Füllgas mit ungewendeltem Glühdraht, in der Barkhausen-Kurz-Schwingungen als Störeffekt auftreten können

In einer als Bremsfeldröhre geschalteten Triode, deren Steuergitter also auf positiverem Potential als die Anode liegt, werden die von der Kathode ausgehenden Elektronen zum Gitter beschleunigt. Ein Teil gelangt durch das positiv geladene Gitter hindurch in den Raum zwischen Gitter und Anode. Die Elektronen gelangen dort in den Feldbereich der negativen „Anode“(besser: Reflektor, vgl. Reflexklystron) und kehren dort um. Ein Teil von ihnen trifft nun nach diesem Umweg das Gitter und entlädt dieses, der Rest gelangt wieder ins Raumladungsgebiet. Die Laufzeit bestimmt diese Pendelfrequenz hängt dabei nur vom effektiven Abstand der Kathode (Raumladungwolke) und der Anode (Abstoßung), {\displaystyle d} und der effektiven Beschleunigungsspannung {\displaystyle U} ab. Elektronen mit der falschen Geschwindigkeit werden vorzeitig vom Gitter aufgefangen und tragen nicht zur Schwingungsanregung bei. „Richtige“ Elektronen bilden sich durch die Geschwindigkeitsmodulation des schwingenden Gitters und bilden während des Fluges Raumladungswolken, die das Gitter ihrerseits effektiv und im richtigen Rhythmus umladen.
Da die Elektronenwege, je nach Röhrenkonstruktion auch um die Kathode herumgehen können oder auch Ausbreitungswege mit unterschiedlicher Weglänge möglich sind, ist die Schwingung meist breitbandig und stark verrauscht. Da die Größe der Raumladungswolke um die Kathode auch von der Heizleistung abhängig ist, ist die mittlere Weglänge und damit die Frequenz {\displaystyle f} auch hiervon geringfügig abhängig. Es besteht Proportionalität zwischen angeregter Frequenz und der Wurzel aus der angelegten Gitterspannung.
Näherungsweise gilt:
{\displaystyle f={\frac {1{,}5\cdot 10^{5}\cdot {\sqrt {U}}}{d}}}

## Anwendung
Die Untersuchungen und Berechnungen zur Theorie schufen die Voraussetzungen für spätere Laufzeitröhren.
Barkhausen-Kurz-Oszillatoren dienten in Labors und auch zu Beginn des Zweiten Weltkrieges als UHF-Oszillatoren und -sender.
Eine praktische Bedeutung hat die Bremsfeldröhre später nicht mehr erlangt, sieht man einmal von einigen „Störeffekten“ ab. So konnten Zeilenendröhren in Fernsehgeräten unter bestimmten Fehlerbedingungen in Barkhausen-Kurz-Schwingungen geraten – deren Anode ist während der Zeile negativer als das Schirmgitter. Erkenntlich war das Fehlerbild auf dem Bildschirm als senkrechte schmale Gardinen am Bildrand über die ganze Bildhöhe – während des Durchlaufens des sägezahnförmigen Stromverlaufes jeder Zeile treten die Schwingungen immer gleich auf und stören je nach Frequenz und Amplitude den Empfang.
Die Barkhausen-Kurz-Schwingungen können auch als hochfrequenter Störeffekt bei evakuierten Glühlampen mit langen, glatten, in Form einer Reuse geführten Glühfäden auftreten. Solche Glühlampen waren in der Anfangszeit der elektrischen Beleuchtung üblich. Die Barkhausen-Kurz-Schwingung der Lampen kann in der Nähe der leuchtenden Glühlampe zu Störungen beim UKW-Rundfunkempfang führen.
Die Barkhausen-Kurz-Schwingung kann mit einem externen Resonator (oft ein Leitungskreis) frequenzstabilisiert werden, sie ist dann nicht mehr breit-, sondern sehr schmalbandig. Eine solche Anordnung kann als Vorläufer für alle Oszillatoren mit Laufzeitröhren bezeichnet werden (Reflexklystron, Magnetron). Funkamateure und Bastler nutzten den Effekt, um in Frequenzbereiche vorzustoßen, die zumindest früher mit erhältlichen Bauteilen nicht erreichbar waren.